# كاتدرائية فافل
كاتدرائية فافل (بالبولندية: Katedra Wawelska)‏، تحمل عنوانًا رسميًا كاتدرائية القديس ستانيسلاوس والقديس وينسيسلاوس (بالبولندية: Bazylika archikatedralna św. Stanisława i św. Wacława)‏ هي كاتدرائية كاثوليكية تقع على تل فافل في كراكوف، بولندا. يبلغ عمرها ما يقرب من 1000 عام، وهي جزء من مجمع قلعة فافل وهي ملاذ وطني كان بمثابة موقع تتويج الملوك البولنديين.
الكاتدرائية القوطية الحالية هي الصرح الثالث في هذا الموقع. تم تشييد الأول وتدميره في القرن الحادي عشر، أما الصرح الثاني فقد تم تشييده في القرن الثاني عشر ودمره حريق عام 1305. بدأ بناء الكنيسة الحالية في القرن الرابع عشر بأمر من الأسقف نانكر. مع مرور الوقت، تم توسيع المبنى من قبل الحكام المتعاقبين، مما أدى إلى تكوينه المعماري المتنوع والانتقائي. تظهر في واجهة الكاتدرائية وداخلها أمثلة على العناصر الرومانية والقوطية وعصر النهضة والباروكية والكلاسيكية الجديدة والقوطية الجديدة. تم تزيين الجزء الخارجي بمصليات جانبية وأضرحة تمثيلية، وأبرزها كنيسة سيغيسموند ذات القبة الذهبية.
وهو المقر الرسمي لرئيس أساقفة كراكوف وأبرشية كراكوف. تعتبر الكاتدرائية رمزًا للدولة والإيمان البولنديين، وتستضيف فعاليات دينية مهمة واحتفالات سنوية. كارول فويتيلا، الذي أصبح في عام 1978 البابا يوحنا بولس الثاني، في اليوم التالي لرسامته للكهنوت، قدم قداسه الأول ككاهن في Wawel Crypt في 2 نوفمبر 1946، وتم ترسيمه أسقفًا مساعدًا لكراكوف في الكاتدرائية في 28 سبتمبر 1958.

## الداخلية
تتكون الكاتدرائية من صحن بممرات، وجناح بممرات، وجوقة بممرات مزدوجة، وحنية بها مصليات متنقلة ومشعة. تم إنشاء المذبح الرئيسي الموجود في الحنية حوالي عام 1650 على يد الأسقف بيوتر جيمبيكي وقام بإنشائه جيوفاني باتيستا جيسليني. تعود لوحة مذبح المسيح المصلوب التي رسمها مارسين بليتشوفسكي إلى القرن السابع عشر. يوجد فوق المذبح الرئيسي مظلة طويلة من الرخام الأسود مدعومة بأربعة أعمدة، صممها جيوفاني باتيستا تريفانو وماتيو كاستيلي بين عامي 1626 و1629. يوجد أسفل المظلة تابوت فضي للراعي الوطني ستانيسلاوس شتشيبانوف (أيضًا ستانيسلاف شتشيبانوفسكي) الذي تم إنشاؤه بين عامي 1669 و1671 بعد أن سرق السويديون التابوت السابق (الذي تبرع به الملك سيغيسموند الأول القديم في عام 1512) في عام 1655.

## كنيسة سيغيسموند
تعد كنيسة سيجيسموند، أو كنيسة زيجمونت ("Kaplica Zygmuntowska") نوبي للكاتدرائية، واحدة من أبرز رواد التطور في كراكوف وربما " مثال على عمارة عصر النهضة " 1517 إلى 1533 سنة يو بيريتشي، وهو مهندس معماري من عصر النهضة الفلورنسي، قضى معظم حياته المهنية في بولندا.
كنيسة صغيرة مربعة الشكل ذات قبة ذهبية، تضم مقابر مؤسسها ومقابر أبنائه الملك سيجيسموند الثاني أوغسطس وآنا جاجيلون (جاجيلونكا).

## المصليات الملكية والخبايا
كانت كاتدرائية فافل الموقع الرئيسي لدفن الملوك البولنديين منذ القرن الرابع عشر. ونتيجة لذلك، شهدت الكاتدرائية عمليات توسيع وتعديل كبيرة على مر العصور، حيث قام الحكام المتعاقبون بإضافة مصليات دفن متعددة.

رسم تخطيطي لتل فافل يوضح موقع كاتدرائية فافل

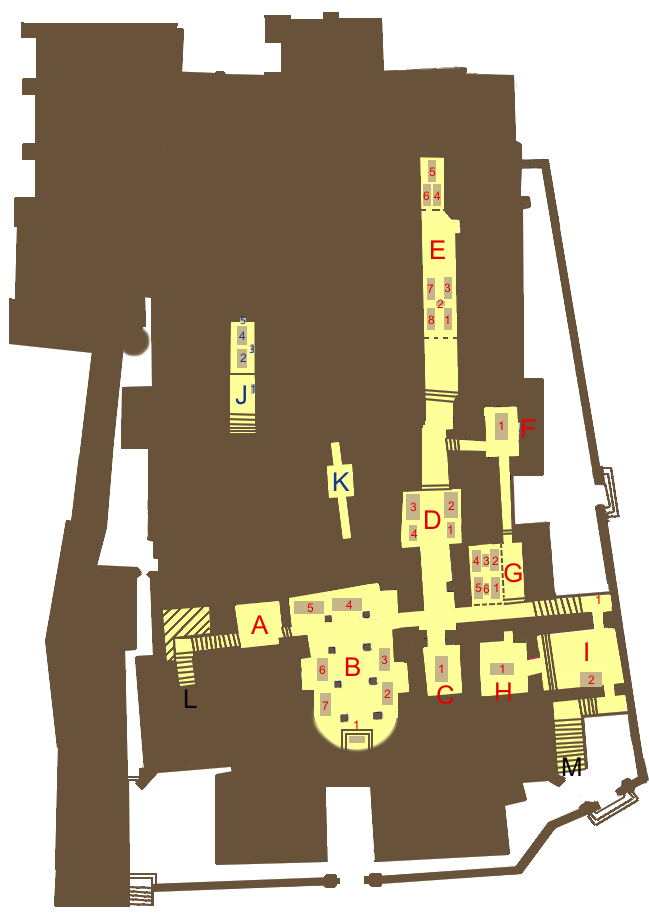
غرف الدفن أسفل كاتدرائية فافل: السراديب رويال (سرداب بي. ليوناردو سرداب)، سرداب جي الشعراء الوطنيين، سرداب كي من المطارنه.

تحتوي الخبايا الموجودة أسفل كاتدرائية فافل على مقابر الملوك البولنديين والأبطال الوطنيين والجنرالات والثوار، بما في ذلك حكام الكومنولث البولندي الليتواني مثل جون الثالث سوبيسكي وقرينته ماري كازيمير (ماريا كازيميرا)؛ رفات تاديوس كوسيوسكو، زعيم التمرد الوطني البولندي والعميد في الحرب الثورية الأمريكية ؛ فلاديسلاف سيكورسكي، رئيس وزراء الحكومة البولندية في المنفى والقائد الأعلى للقوات المسلحة البولندية ؛ المارشال جوزيف بيوسودسكي، مؤسس الجمهورية البولندية الثانية.  احتفل البابا يوحنا بولس الثاني بقداسه الأول في سرداب القديس ليونارد. لقد فكر في أن يُدفن في كاتدرائية فافل أيضًا في وقت ما، بينما كان بعض سكان بولندا يأملون أنه وفقًا للعادات القديمة، سيتم إحضار قلبه إلى هناك والاحتفاظ به بجانب رفات الحكام البولنديين العظماء. ( دُفن يوحنا بولس الثاني تحت كاتدرائية القديس بطرس، وهو موقع دفن بابوي منذ العصور القديمة).

### سرداب الشعراء الوطنيين
هنا دُفن الشعراء الوطنيون: آدم ميتسكيفيتش (الذي دُفن هناك عام 1890) وجوليوس سلواسكي (1927).

## مدافن بارزة
| الملوك |  | القديسين                           |
| --- |  | ---------------------------------- |
| - Władysław أنا ارتفاع الكوع - كازيمير الثالث الكبير - جادويجا - Władysław II Jagiełło - كازيمير الرابع - جون الأول ألبرت - سيجيسموند الأول القديم - سيغيسموند الثاني أوغسطس - ستيفن - آنا جاجيلونكا - سيغيسموند الثالث - فلاديسلاف الرابع - يوحنا الثاني كازيمير - ميخائيل - جون الثالث سوبيسكي - أغسطس الثاني القوي |  | - ستانيسلاوس الشهيد - جادويجا اخرى |

## معرض الصور
|  |  |  |  |  |  |

|  |  |  |  |  |  |

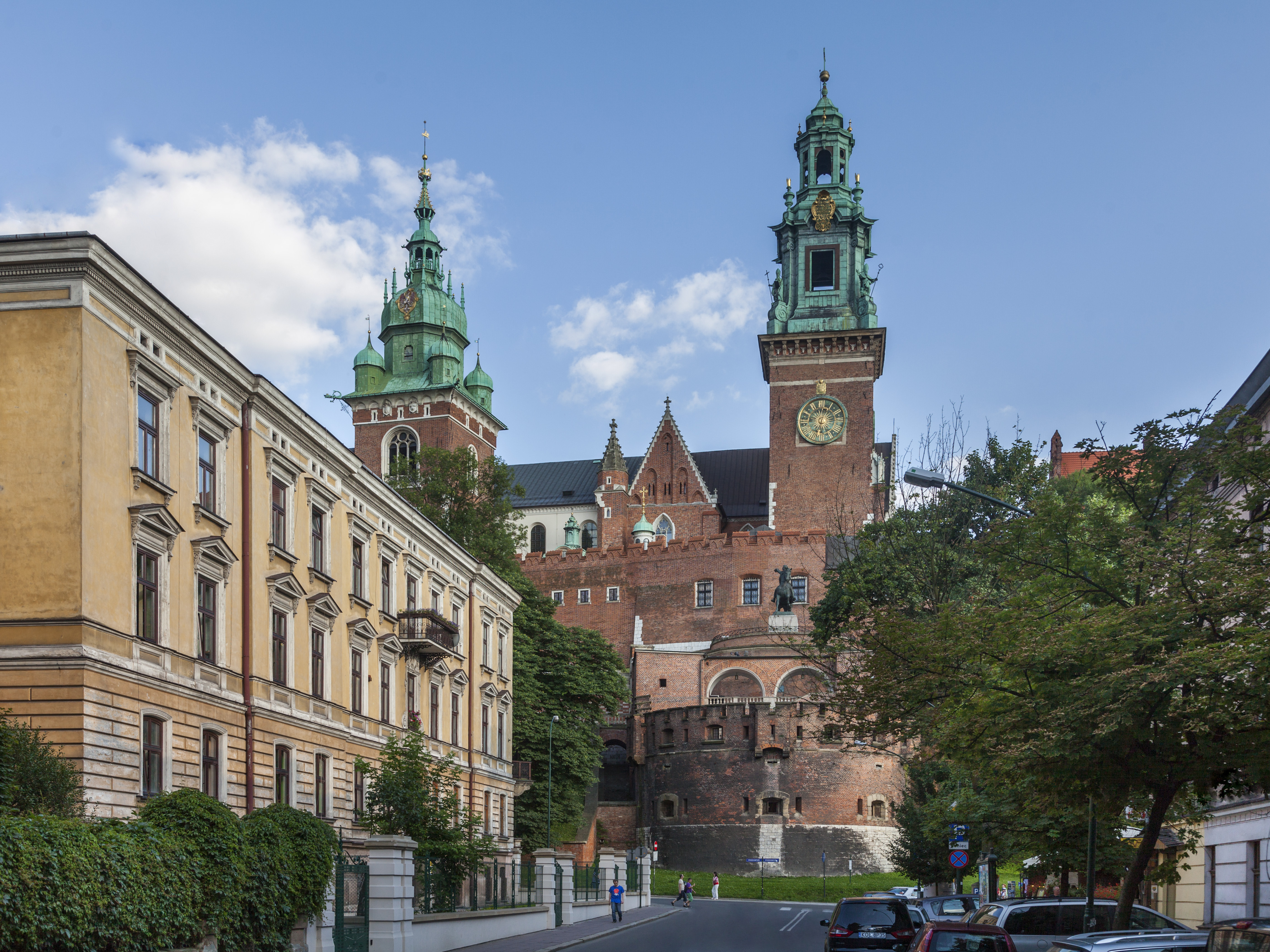
برج سيجيسموند، الذي يحتوي علىجرس سيجيسموند
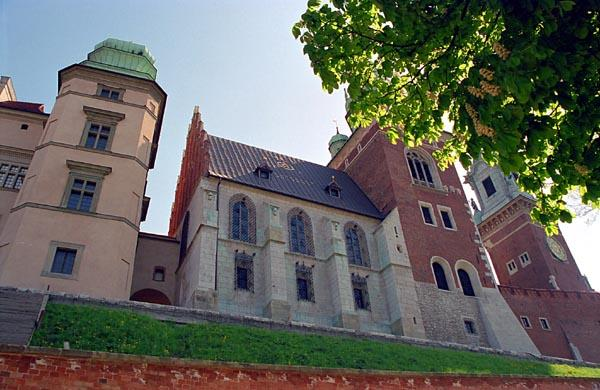
خزينة الكاتدرائية
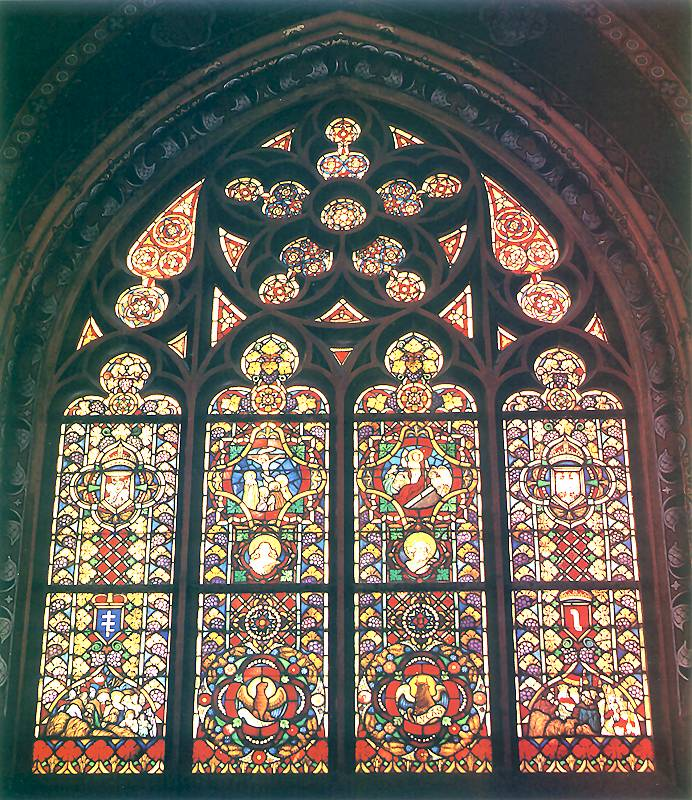
نافذة من الزجاج الملون في كنيسة الثالوث المقدس
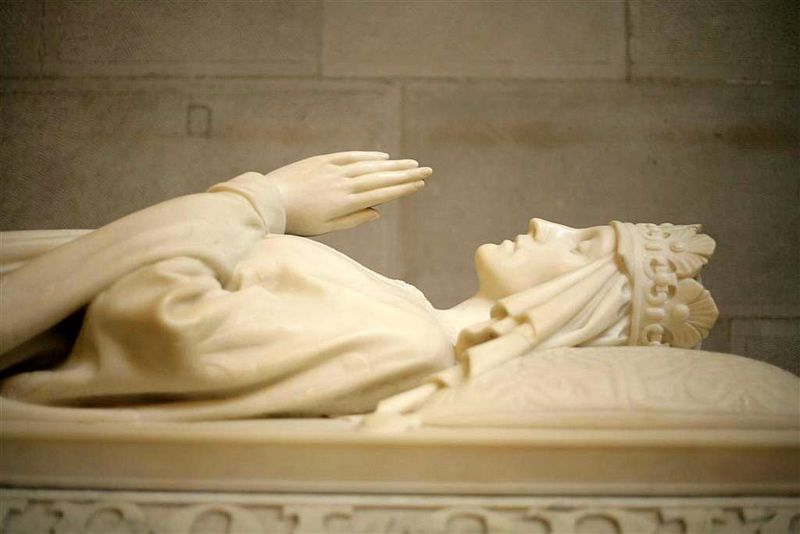
تابوتجادويجا في بولندا
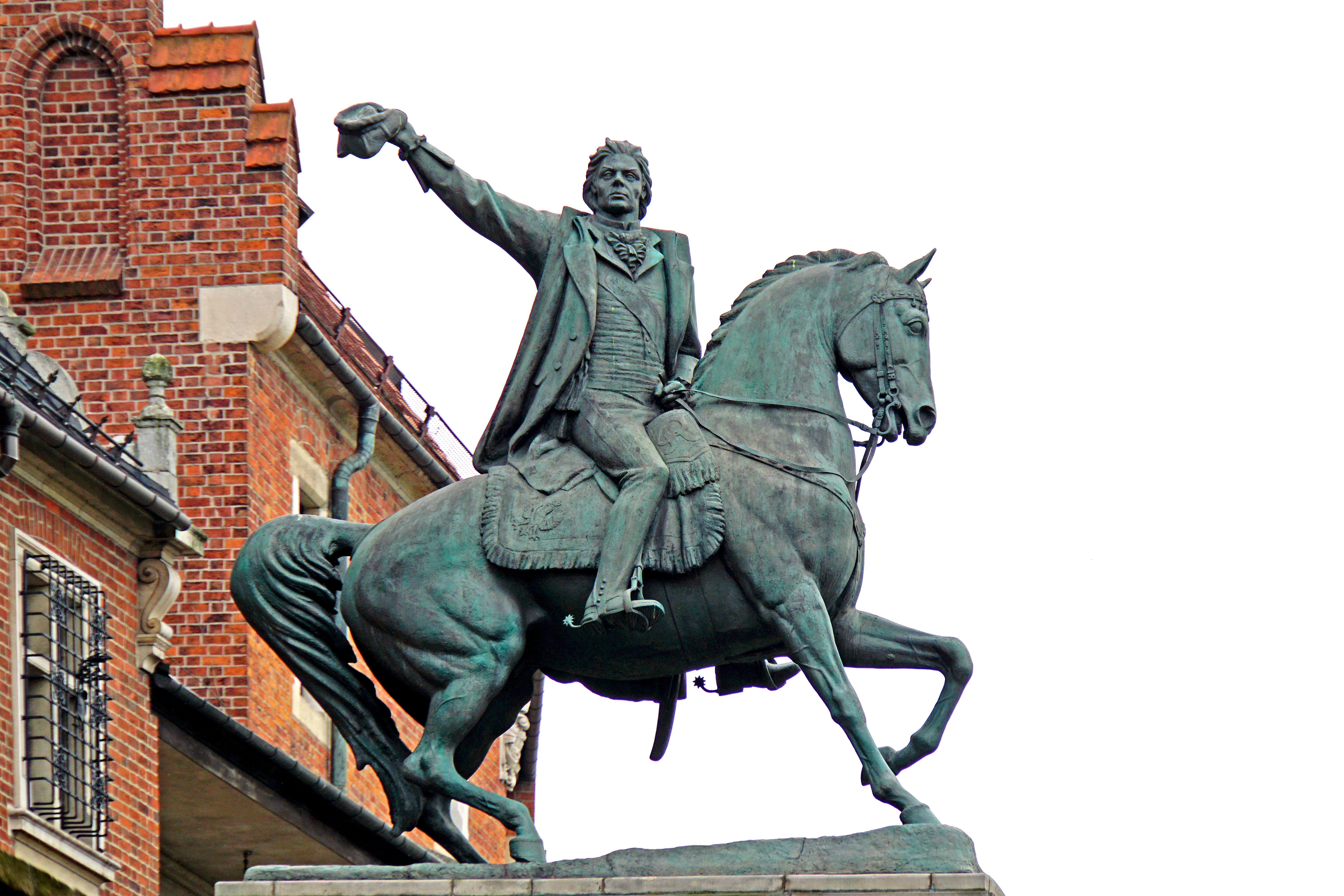
نصب نصب تذكاري لتاديوش كوسيوسكو

## روابط خارجية
- الموقع الرسمي لكاتدرائية فافل